# Função Sinhc
Em matemática, a função Sinhc aparece frequentemente em artigos sobre dispersão óptica,  espaço-tempo de Heisenberg e geometria hiperbólica.  É definida como  
{\displaystyle \operatorname {Sinhc} (z)={\frac {\sinh(z)}{z}}}
É uma solução da seguinte equação diferencial: 

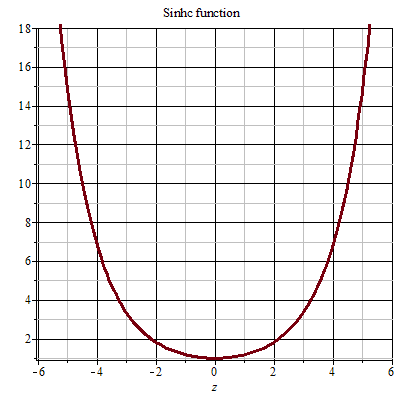
Gráfico 2D de Sinhc

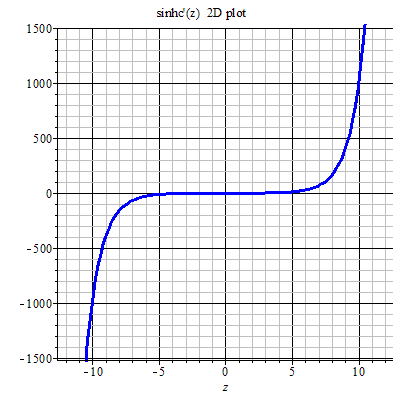
Gráfico 2D de Sinhc'(z)

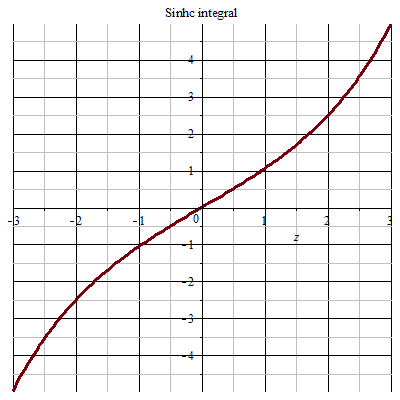
Gráfico 2D da Integral de Sinhc

{\displaystyle w(z)z-2\,{\frac {d}{dz}}w(z)-z{\frac {d^{2}}{dz^{2}}}w(z)=0}
Parte imaginária no plano complexo
- {\displaystyle \operatorname {Im} \left({\frac {\sinh(x+iy)}{x+iy}}\right)}

Parte real no plano complexo
- {\displaystyle \operatorname {Re} \left({\frac {\sinh(x+iy)}{x+iy}}\right)}

Magnitude absoluta
- {\displaystyle \left|{\frac {\sinh(x+iy)}{x+iy}}\right|}

Derivada de primeira ordem
- {\displaystyle {\frac {\cosh(z)}{z}}-{\frac {\sinh(z)}{z^{2}}}}

Parte real da derivada
- {\displaystyle -\operatorname {Re} \left(-{\frac {1-(\sinh(x+iy))^{2}}{x+iy}}+{\frac {\sinh(x+iy)}{(x+iy)^{2}}}\right)}

Parte imaginária da derivada
- {\displaystyle -\operatorname {Im} \left(-{\frac {1-(\sinh(x+iy))^{2}}{x+iy}}+{\frac {\sinh(x+iy)}{(x+iy)^{2}}}\right)}

Valor absoluto da derivada
- {\displaystyle \left|-{\frac {1-(\sinh(x+iy))^{2}}{x+iy}}+{\frac {\sinh(x+iy)}{(x+iy)^{2}}}\right|}

## Em termos de outras funções especiais
- {\displaystyle \operatorname {Sinhc} (z)={\frac {{\rm {KummerM}}(1,\,2,\,2\,z)}{{\rm {e}}^{z}}}}
- {\displaystyle \operatorname {Sinhc} (z)={\frac {\operatorname {HeunB} \left(2,0,0,0,{\sqrt {2}}{\sqrt {z}}\right)}{{\rm {e}}^{z}}}}
- {\displaystyle \operatorname {Sinhc} (z)=1/2\,{\frac {{\rm {WhittakerM}}(0,\,1/2,\,2\,z)}{z}}}

## Expansão em série
{\displaystyle \operatorname {Sinhc} z\approx \left(1+{\frac {1}{3}}z^{2}+{\frac {2}{15}}z^{4}+{\frac {17}{315}}z^{6}+{\frac {62}{2835}}z^{8}+{\frac {1382}{155925}}z^{10}+{\frac {21844}{6081075}}z^{12}+{\frac {929569}{638512875}}z^{14}+O(z^{16})\right)}

## Aproximação de Padé
{\displaystyle \operatorname {Sinhc} \left(z\right)=\left(1+{\frac {53272705}{360869676}}\,{z}^{2}+{\frac {38518909}{7217393520}}\,{z}^{4}+{\frac {269197963}{3940696861920}}\,{z}^{6}+{\frac {4585922449}{15605159573203200}}\,{z}^{8}\right)\left(1-{\frac {2290747}{120289892}}\,{z}^{2}+{\frac {1281433}{7217393520}}\,{z}^{4}-{\frac {560401}{562956694560}}\,{z}^{6}+{\frac {1029037}{346781323848960}}\,{z}^{8}\right)^{-1}}

## Galeria
|  |  |  |

|  |  |  |  |

|  |  |  |

|  |  |  |